# La Vision de sainte Hélène
La Vision de sainte Hélène est un tableau du peintre Véronèse peint vers 1580 et conservé à la Pinacothèque du Vatican.
L'œuvre, dont il existe une autre version et caractéristique de la manière de Véronèse, ne représente qu'un seul personnage, Hélène, mère de l'empereur Constantin, au moment où elle a la vision de la croix du Christ et la prémonition de son emplacement. De fait, elle partira en Terre sainte et ramènera quelques morceaux de sa découverte.
Véronèse la représente endormie, vêtue de somptueux atours et assise dans un riche décor. Devant elle, un putto lui présente la croix. Cette représentation très laïque de la sainte, que Véronèse utilise fréquemment, allait à l'encontre des traditions religieuses et lui vaudra même un procès.

## Source
: document utilisé comme source pour la rédaction de cet article.
- Ufficio Pubblicazioni Musei Vaticani, Les Musées du Vatican, Edizioni Musei Vaticani, 2010, p. 268  (ISBN 978-88-8271-208-2).